# Glenea longula
Glenea longula é uma espécie de escaravelho da família Cerambycidae. Foi descrita por Stephan von Breuning em 1964.